# Бая-Сприе
Ба́я-Спри́е (рум. Baia Sprie, венг. Felsőbánya, нем. Mittelstadt) — город на северо-западе Румынии, в жудеце Марамуреш.

## История
Первые письменные упоминания о городе относятся к 1329 году. Традиционно Бая-Сприе был одним из важнейших центров горной промышленности на северо-западе Румынии. Добыча золота и серебра в этих местах упоминается в письменных источниках ещё начиная с 1411 года, когда трансильванские саксы колонизировали данный регион. По данным переписи 1910 года венгерский язык назвали родным 93,8 % населения, а румынский — только 5,2 %. С 1919 по 1940 годы был в составе Королевства Румыния. С 1940 по 1944 годы — в составе Венгрии. В 1944 году вновь вошёл в состав Румынии.

## География
Расположен примерно в 9 км к северо-востоку от города Бая-Маре.

## Население
Согласно данным переписи 2011 года население города составляет 15 476 человек. По данным прошлой переписи 2002 года оно насчитывало 16 609 человек. 73,13 % населения составляют румыны; 16,81 % — венгры; 3,92 % — цыгане.
Динамика численности населения:
| 1948 | 1956 | 1966   | 1977   | 1992   | 2002   | 2011   |
| ---- | ---- | ------ | ------ | ------ | ------ | ------ |
| 3968 | 8134 | 13 182 | 15 554 | 16 059 | 16 609 | 15 476 |